# Зеоке (Лазаревац)
Зеоке је насеље у градској општини Лазаревац у граду Београду. Према попису становништва из 2011. год. у селу живи 722 становника. Према попису из 2022. било је 163 становника (према попису из 1991. било је 883 становника).
У месту се налази један од највећих угљенокопа лигнита на Балкану. Осим тога Зеоке је било познато и као виноградарско место.

## Историја
Најстарији писани документ који зеочани поседују а који говори о старости насеља је из 1528. године.
У Попису Београда и околине 1528. год. . стоји да село Зеока има десет домова и то:
Јован син Радице, Живко син Ђурђа, Михач син Ђорђа, Бранко син Добривоја, Радул син Радована, Милиша син Добривоја, Радман син Обрада, Никола син Првића, Никола син Обрада.
У деветнаестом веку веома велику улогу у Србији игра зеочка породица Станојевић.
Наиме у сечи кнезова 1804. године. Турци су у Зеокама посекли кнеза Станоја Михаиловића.
Његов синовац, Никола (1779—1829), који је том приликом убио Турчина, (први Турчин у Првом српском устанку је убијен у Зеокама) је 1819. године од стране Милоша Обреновића постављен за кнеза Кнежине Гошњићке у београдској нахији.
Тада је он већ узео презиме по стрицу Станоју, мада се због кнежевског порекла, негде презива и Кнежевић.
Овде се налази Споменик кнезу Станоју. Нова основна школа је освећена у јуну 1935.

## Демографија
Према попису 2002. год у насељу Зеоке живело је 619 пунолетних становника, а просечна старост становништва износи 40,0 година (40,0 код мушкараца и 40,0 код жена). Тада је у насељу имало 276 домаћинстава, а просечан број чланова по домаћинству је 2,88.
Ово насеље је великим делом насељено Србима (према попису из 2002. године), а у последња три пописа, број становника је у паду што је последица ширења површинског копа ПД „Колубара“ ради експлоатације лигнита. У наредних неколико година је у плану да Зеоке потпуно нестане као насеље што се већ десило са суседним селом Сакуља.
|  |

| Демографија | Демографија | Демографија |
| Година      | Становника  | Становника  |
| ----------- | ----------- | ----------- |
| 1948.       | 925         |             |
| 1953.       | 985         |             |
| 1961.       | 1.011       |             |
| 1971.       | 1.052       |             |
| 1981.       | 895         |             |
| 1991.       | 883         | 874         |
| 2002.       | 796         | 803         |

| Етнички састав према попису из 2002.‍ | Етнички састав према попису из 2002.‍ | Етнички састав према попису из 2002.‍ | Етнички састав према попису из 2002.‍ | Етнички састав према попису из 2002.‍ |
| ------------------------------------ | ------------------------------------ | ------------------------------------ | ------------------------------------ | ------------------------------------ |
|                                      |                                      |                                      |                                      |                                      |
| Срби                                 | Срби                                 |                                      | 786                                  | 98,74%                               |
| Црногорци                            | Црногорци                            |                                      | 3                                    | 0,37%                                |
| Роми                                 | Роми                                 |                                      | 3                                    | 0,37%                                |
| Македонци                            | Македонци                            |                                      | 2                                    | 0,25%                                |
| Хрвати                               | Хрвати                               |                                      | 1                                    | 0,12%                                |
| непознато                            | непознато                            |                                      | 0                                    | 0,0%                                 |

| Година пописа     | 1948. | 1953. | 1961. | 1971. | 1981. | 1991. | 2002. |
| ----------------- | ----- | ----- | ----- | ----- | ----- | ----- | ----- |
| Број домаћинстава | 198   | 201   | 248   | 267   | 246   | 245   | 276   |

| Број чланова      | 1  | 2  | 3  | 4  | 5  | 6  | 7 | 8 | 9 | 10 и више | Просек |
| ----------------- | -- | -- | -- | -- | -- | -- | - | - | - | --------- | ------ |
| Број домаћинстава | 55 | 82 | 44 | 51 | 27 | 15 | 1 | 0 | 1 | 0         | 2,88   |

| Пол    | Укупно | Неожењен/Неудата | Ожењен/Удата | Удовац/Удовица | Разведен/Разведена | Непознато |
| ------ | ------ | ---------------- | ------------ | -------------- | ------------------ | --------- |
| Мушки  | 325    | 86               | 222          | 12             | 5                  | 0         |
| Женски | 328    | 47               | 224          | 54             | 3                  | 0         |
| УКУПНО | 653    | 133              | 446          | 66             | 8                  | 0         |

| Пол    | Укупно                    | Пољопривреда, лов и шумарство | Рибарство                            | Вађење руде и камена | Прерађивачка индустрија       |
| ------ | ------------------------- | ----------------------------- | ------------------------------------ | -------------------- | ----------------------------- |
| Мушки  | 181                       | 9                             | 0                                    | 113                  | 20                            |
| Женски | 77                        | 13                            | 0                                    | 15                   | 14                            |
| УКУПНО | 258                       | 22                            | 0                                    | 128                  | 34                            |
| Пол    | Производња и снабдевање   | Грађевинарство                | Трговина                             | Хотели и ресторани   | Саобраћај, складиштење и везе |
| Мушки  | 4                         | 20                            | 6                                    | 2                    | 3                             |
| Женски | 2                         | 2                             | 7                                    | 8                    | 0                             |
| УКУПНО | 6                         | 22                            | 13                                   | 10                   | 3                             |
| Пол    | Финансијско посредовање   | Некретнине                    | Државна управа и одбрана             | Образовање           | Здравствени и социјални рад   |
| Мушки  | 0                         | 0                             | 0                                    | 1                    | 1                             |
| Женски | 0                         | 0                             | 2                                    | 7                    | 5                             |
| УКУПНО | 0                         | 0                             | 2                                    | 8                    | 6                             |
| Пол    | Остале услужне активности | Приватна домаћинства          | Екстериторијалне организације и тела | Непознато            | Непознато                     |
| Мушки  | 1                         | 0                             | 0                                    | 1                    | 1                             |
| Женски | 1                         | 0                             | 0                                    | 1                    | 1                             |
| УКУПНО | 2                         | 0                             | 0                                    | 2                    | 2                             |